# Giuseppe Perna
Giuseppe Perna (Regalbuto, 9 luglio 1885 – ...) è stato un ciclista su strada italiano.
Professionista dal 1909 al 1912, corse la prima edizione del Giro d'Italia.

## Carriera
Non si conoscono risultati di questo atleta, partecipò comunque alla prima edizione del Giro d'Italia, divenendo il primo ciclista della storia della corsa rosa a tagliare come ultimo classificato il traguardo di Milano.
La classifica a punti che vigeva in quegli anni nella corsa rosa relegò Perna all'ultimo posto della generale con 291 punti, mentre il vincitore fu Luigi Ganna con 25 punti.

## Piazzamenti

### Grandi Giri
- Giro d'Italia

1909: 49º
1910: 13º